# Полипласт
ОАО «ГК Полипласт» (бывш. ОАО "Полипласт") — российская компания. Полное наименование — Открытое акционерное общество «ГК Полипласт». Штаб-квартира компании расположена в Москве. 
Российский холдинг, производящий химическую продукцию. Основные товары — химические добавки, применяющиеся при производстве некоторых строительных материалов, таких как товарный бетон, железобетонные изделия и строительные растворы.

## Структура компании
В состав ОАО «ГК Полипласт» входят заводы:
- ООО «Полипласт Новомосковск»
- ООО «Полипласт-УралСиб»
- ООО «Полипласт Северо-запад»
- ООО "Полипласт-Юг"
- ООО "Полипласт Сибирь"
- ООО "Полипласт Казань"

ОАО «ГК Полипласт» владеет также 10 мини-заводами, которые, в отличие от основных, не осуществляют синтез нафталинсульфонатов, а производят на их основе комплексные продукты.

## История
- 1999 — открытие завода в Первоуральске;
- 2002—2004 — запуск заводов в Новомосковске и Кингисеппе; открытие представительств в Краснодаре, Казани, Новосибирске, Уфе;
- 2005 — открытие дочерних компаний в Беларуси[3] и Казахстане;
- 2006 — приобретение в собственность активов НПП «Синтек» и появление нового бренда на рынке полимерных дисперсий — «Полипласт Синтек»; открытие представительств в Ростове-на-Дону, Нижнем Новгороде, Украине[4];
- 2007—2009 — открытие представительств в Иркутске, Самаре, Сочи, Санкт-Петербурге, Череповце;
- 2012 — запуск мини-завода в Минске, Беларусь[5];
- 2013 — запуск мини-завода в Краснодаре [6];
- 2017 — строительство нового завода и запуск производства поликарбоксилатной основы в г. Новосибирске;
- 2019 — образование обособленного подразделения ООО «Полипласт-УралСиб» в г. Тюмени;
- 2020 —  открытие новой строительной лаборатории в Санкт-Петербурге;
- 2022 — открытие нового производственного комплекса в Новомосковске.

## Деятельность

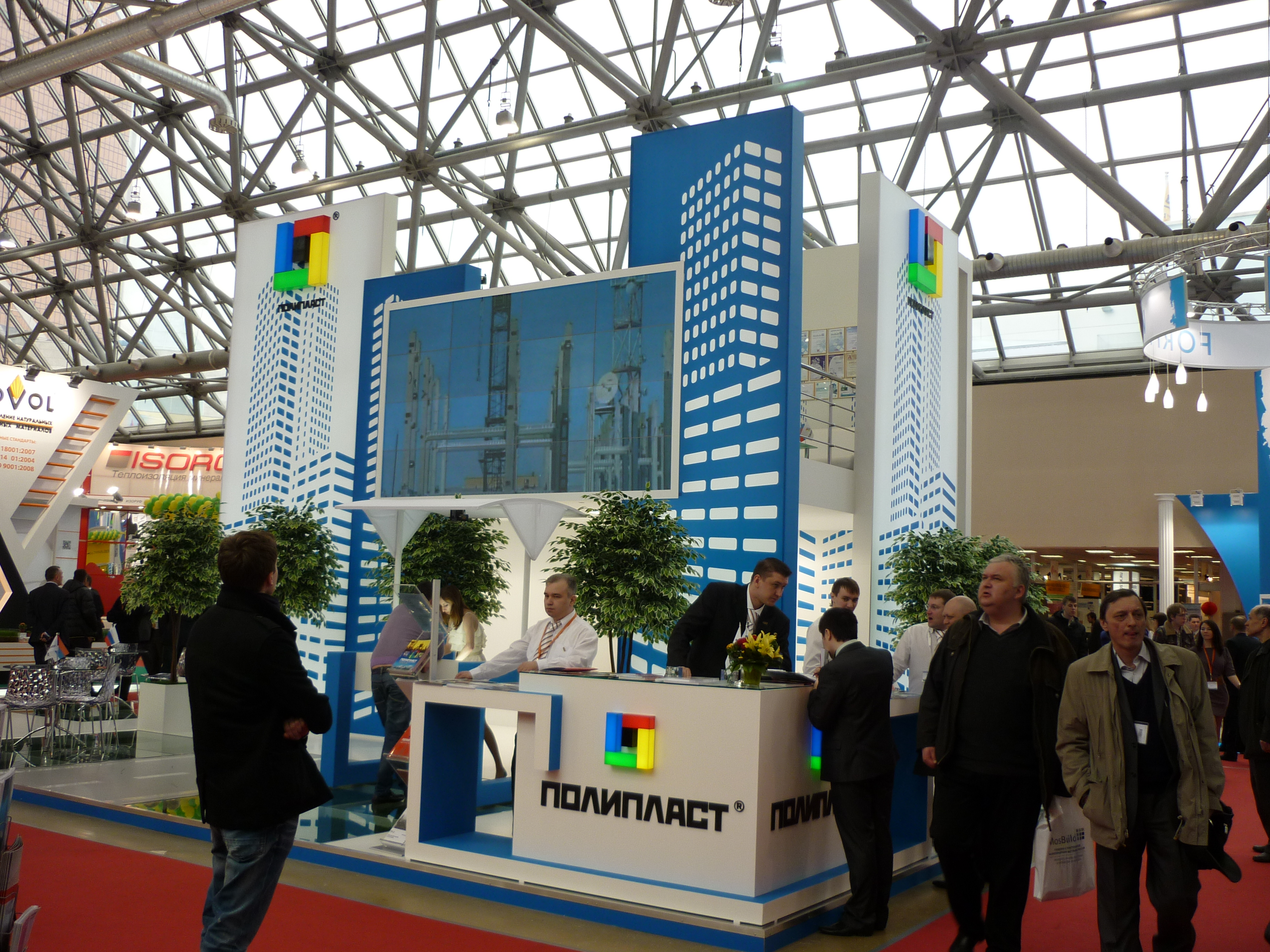
ОАО «Полипласт» на выставке MosBuild

В состав компании входят шесть  заводов в РФ, которые могут синтезировать нафталинсульфонаты (добавки для бетонов), и более 30 представительств в России и ряде стран СНГ.
На российском рынке строительной химии на конец 2012 года доля рынка «Полипласт» составляла 51 %, общий объем выручки по итогам 2011 года превысил 4 млрд рублей.
Осенью 2012 года ОАО «Полипласт» планировало размещение акций в секторе «Рынок инноваций и инвестиций» Московской биржи, средства от которого должны были пойти на развитие мощностей заводов, однако по причине неблагоприятной конъюнктуры рынка и несоответствия ценовым ожиданиям IPO пришлось перенести. Компания рассчитывала привлечь 1,2 млрд рублей.
- Рейтинговое агентство НКР в 2024 году присвоило АО «Полипласт» кредитный рейтинг A-.ru со стабильным прогнозом[12].
- Рейтинговое агентство АКРА в 2025 году присвоило ПАО «Полипласт» рейтинговую оценку A(RU) со стабильным прогнозом[13].